# 茨城県道55号土浦つくば線
茨城県道55号土浦つくば線（いばらきけんどう55ごう つちうらつくばせん）は、茨城県土浦市から、茨城県つくば市に至る県道（主要地方道）である。この道路は通称学園東大通りといわれる。

## 概要
土浦市 - つくば市の間を結ぶ都市計画道路で、学園東大通りと呼ばれている。つくば市の学園東交差点 - 柴崎交差点間は茨城県道24号土浦境線、学園西大通り入口交差点 - 終点までは国道408号と重複する。全線にわたり片側2 - 3車線が確保されており、交通量も多い。

### 路線データ
- 起点：茨城県土浦市中村南4丁目12番5地先（国道6号・茨城県道25号土浦稲敷線交点＝学園東大通り入口交差点）[1][2]
- 終点：茨城県つくば市田中1751番の3（国道125号交点＝田中交差点）[1]
- 総延長：14.163 km[3]
- 重用延長：3.158 km[3]
- 未供用延長：なし[3]
- 実延長：11.005 km[3]
- 自動車交通不能区間延長[注釈 1]：なし[3]

## 歴史
かつて東京都心に集中していた官庁機関のうち、研究施設や大学などの付属機関を筑波山麓に移転して新都市を建設する国家プロジェクト、筑波研究学園都市建設に伴う都市計画道路学園東大通り線を県事業として整備することから、1972年（昭和47年）8月3日、新たな一般県道土浦筑波線として認定された路線である。1993年（平成5年）に当時の建設省から主要地方道土浦つくば線に指定されると、1995年（平成7年）の茨城県道の路線再編に際し、整理番号と路線名の改編が行われ、路線名を土浦つくば線と改称、整理番号55となり現在に至る。

### 年表
- 1972年（昭和47年）8月3日
  - 新規路線として県道土浦筑波線（整理番号392）が認定される[4]。
  - 道路区域を、土浦市大字中 - 筑波郡筑波町大字田中に指定[1]。
- 1975年（昭和50年）9月1日：土浦市大字中（現：中村南） - 筑波郡筑波町大字田中（国道124号・田中交差点）の区間を供用開始[5]。
- 1980年（昭和55年）3月31日：一般国道6号との取り付け部分を引き継ぎ、他路線との平面交差部を道路区域に編入し、県道として全線供用開始[6]。
- 1993年（平成5年）5月11日：建設省から、県道土浦筑波線が土浦つくば線として主要地方道に指定される[7]。
- 1995年（平成7年）3月30日：路線名と整理番号が土浦筑波線（整理番号63）から現在の土浦つくば線（整理番号55）に変更される[8]。
- 2000年（平成12年）4月1日：土浦市大字中 - つくば市竹園1丁目、つくば市天王台1丁目 - つくば市大曽根の各区間が、通行する車両の最大重量限度25トンの道路に指定される[9]。
- 2004年（平成16年）3月22日：土浦市中村南 - つくば市大角豆の区間が、通行する車両の高さの最高限度4.1 mの道路に指定される[2]。
- 2019年（令和元年）7月31日：土浦市中村南6丁目（学園東大通り入口交差点） - 同市中村西根（中村西根交差点）間を、国際コンテナ車[注釈 2]の重量・長さ上限を引き上げる道路に指定[10]。

## 路線状況
学園北大通りから学園南大通りまでの区間は6車線で、それ以外の部分は4車線である。ただし6車線区間でもっとも歩道寄りの左車線は主要交差点では左折専用レーンである。トウカエデの街路樹が植えられた美しい並木道を形成しており、日本の道100選に選ばれている。筑波研究学園都市を縦貫する主要幹線道路で、交通量がとても多いが交通の流れはよい。
道路法の規定に基づき、以下の区間は緊急輸送道路として機能を維持するため、災害発生時の被害拡大防止を目的に道路用地内に新たに電柱を建てることが制限されている。
- 土浦市荒川沖西（学園東大通り入口交差点） - つくば市並木（並木1丁目交差点）[11]
- つくば市天久保（芝崎交差点） - 同市天王台（台坪入口交差点）[11]
- つくば市並木（つくば市道交差：並木１丁目交差点） - 同市竹園一丁目（県道土浦境線交差：学園東交差点）[12]

### 重複区間
- 茨城県道24号土浦境線（つくば市吾妻4丁目 - つくば市天王台1丁目：3.158 km）
- 茨城県道213号長高野北条線（つくば市大穂・若森T字路 - つくば市山木）
- 国道408号（つくば市大曽根・西大通り入口交差点 - 終点）

### 道路施設
- 大角豆歩道橋（国道354号、つくば市大角豆：大角豆交差点）

## 地理

### 通過する自治体
- 土浦市
- つくば市

### 交差する道路

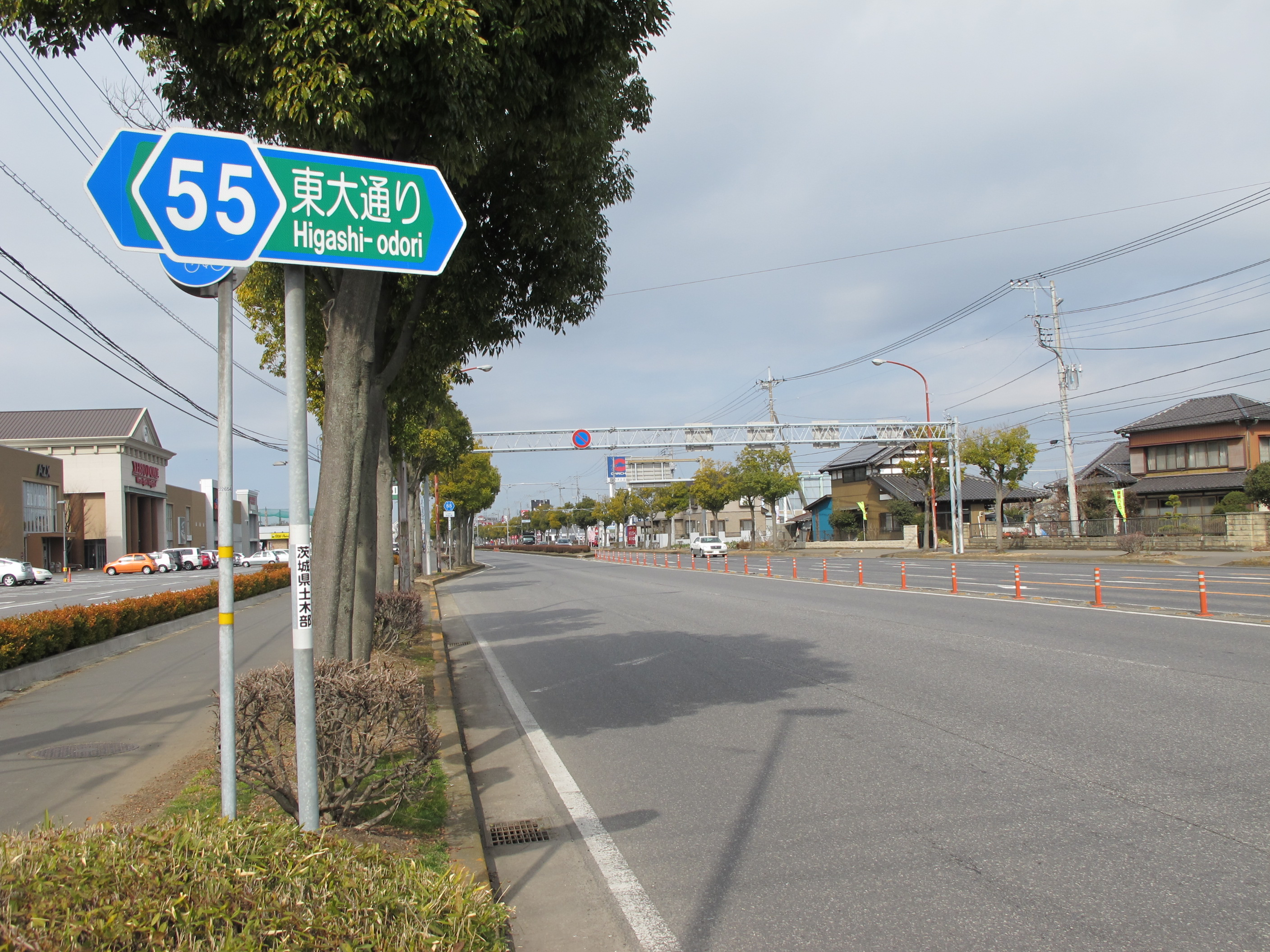
茨城県道55号土浦つくば線（東大通り）の起点付近（2014年2月）

- 国道6号・茨城県道25号土浦稲敷線（土浦市中村・学園東大通り入口交差点、起点）
- 茨城県道201号藤沢荒川沖線（土浦市中村西根 / 西根南3丁目・中村南六丁目北交差点）
- 国道6号牛久土浦バイパス（土浦市中村西根・中村西根交差点）
- 国道354号（土浦市大角豆・大角豆交差点）
- 茨城県道123号土浦坂東線（つくば市千現 / 竹園・南大通り東交差点）
- 茨城県道237号花室牛久線・茨城県道24号土浦境線・土浦学園線（つくば市竹園 / 吾妻・学園東交差点）
- 学園中央通り（つくば市吾妻 吾妻4丁目西交差点）
- 茨城県道24号土浦境線旧道・茨城県道244号妻木赤塚線/学園北大通り（つくば市吾妻 / 天久保・妻木交差点）
- 茨城県道24号土浦境線 / 平塚通り（つくば市天久保 / 天王台・柴崎交差点）
- 茨城県道200号藤沢豊里線（つくば市天王台・台坪交差点）
- 国道408号・茨城県道53号つくば千代田線（つくば市大曽根・西大通り入口交差点）
- 茨城県道213号長高野北条線（つくば市大穂・若森T字路）
- 茨城県道213号長高野北条線（つくば市山木）
- 国道125号・国道408号（つくば市田中・田中交差点、終点）

### 沿線にある施設など
筑波研究学園都市の中心を貫く幹線道路であるため、沿線には大学・研究機関が多数立ち並ぶ。
- 筑波大学筑波キャンパス（つくば市天久保）
- 筑波技術大学（つくば市天久保）
- 筑波宇宙センター（つくば市千現）
- 物質・材料研究機構（つくば市並木）
- 産業技術総合研究所つくばセンター（つくば市梅園）